# Сераковська-Гута
Сераковська-Гута (пол. Sierakowska Huta) — село в Польщі, у гміні Сераковиці Картузького повіту Поморського воєводства.
Населення — 492 особи (2011).
У 1975-1998 роках село належало до Гданського воєводства.

## Демографія
Демографічна структура станом на 31 березня 2011 року:
|          | Загалом | Допрацездатний вік | Працездатний вік | Постпрацездатний вік |
| -------- | ------- | ------------------ | ---------------- | -------------------- |
| Чоловіки | 251     | 86                 | 147              | 18                   |
| Жінки    | 241     | 75                 | 134              | 32                   |
| Разом    | 492     | 161                | 281              | 50                   |